# Смолинская поселковая община
Смолинская поселковая община (укр. Смолінська селищна громада) — территориальная община в Новоукраинском районе Кировоградской области Украины.
Административный центр — посёлок Смолино.
Население составляет 15781 человек. Площадь — 310 км².
В соответствии с распоряжением Кабинета Министров Украины от 12 июня 2020 года, в состав общины вошли территории Смолинского поселкового совета, а также Акимовского, Березовского, Копанского, Нововознесенского, Новогригоровского и Хмелевского сельских советов упразднённого Маловисковского района

## Населённые пункты
В состав общины входит 1 посёлок и 21 село:
- Посёлок Смолино
  - Березовка
  - Новопавловка
  - Новопетровка
  - Пятихатки
- Акимовский старостинский округ:
  - Акимовка
  - Андреевка
  - Виноградное
  - Дорофеевка
  - Межевое
  - Мирополь
  - Нововознесенка
  - Новостановка
  - Успеновка
- Копанский старостинский округ:
  - Гаевка
  - Копанки
  - Полоховка
- Хмелевский старостинский округ:
  - Запашка
  - Калаколово
  - Новогригоровка
  - Новоалександровка
  - Хмелевое